# 舊居留地十五番館
34°41′14.3″N 135°11′32.3″E / 34.687306°N 135.192306°E

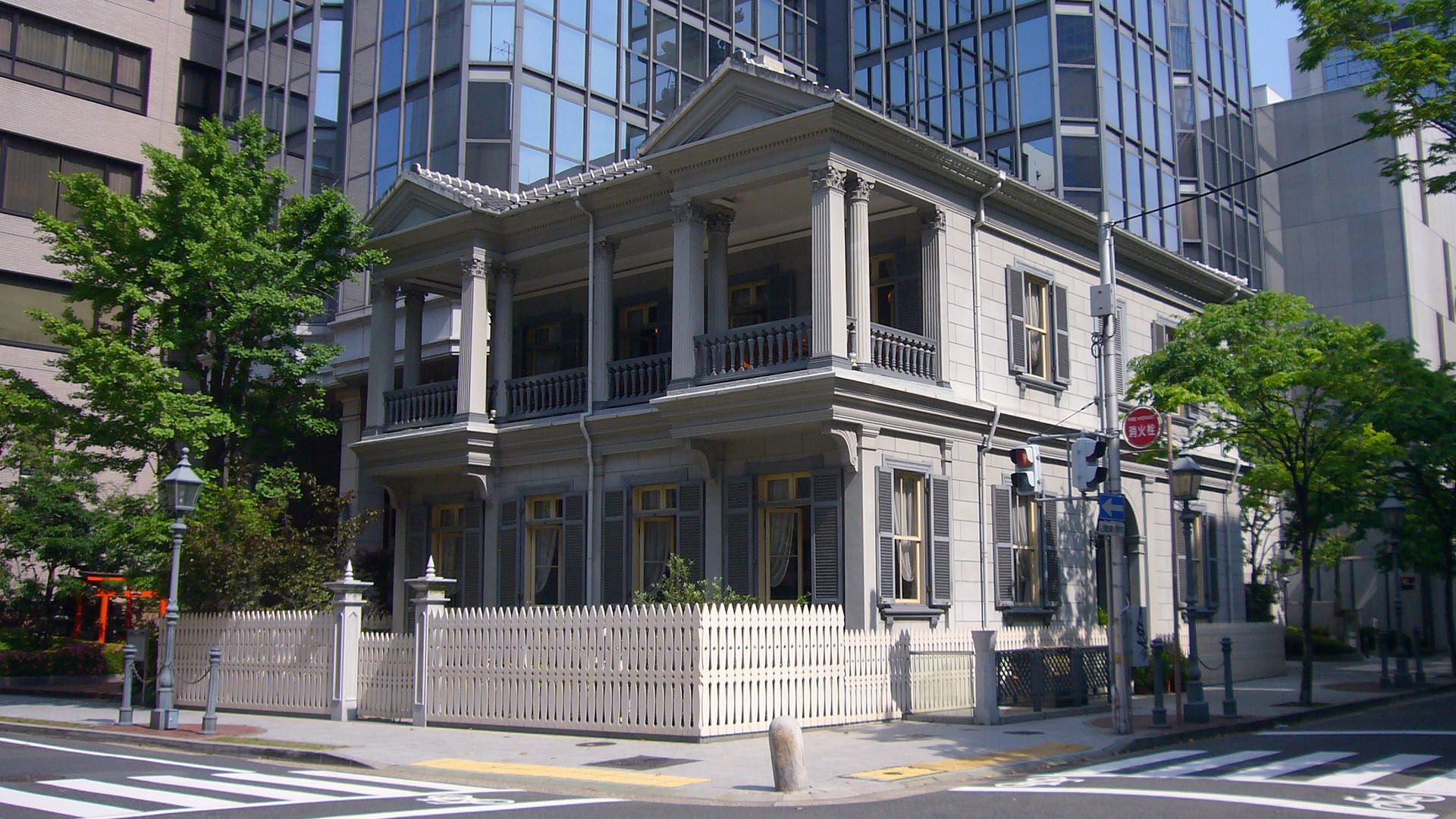
舊居留地十五番館

舊居留地十五番館（日语：旧居留地十五番館）是一座位於日本兵庫縣神戶市中央區的建築，在歷史上曾是美國駐神戶的總領事館。舊居留地十五番館修建於1880年，是舊居留地範圍內唯一現存的居留地時代（1868年～1899年）建築物，為日本重要文化財。在1995年1月17日發生的阪神大地震中曾完全倒塌，震後得到重建。